# Ситникова, Анастасия Казьминична
Анастасия Казьминична Ситникова (10.02.1918 — 15.09.1995) — звеньевая колхоза «Красный маяк», Герой Социалистического Труда.

## Биография
Родилась 10 февраля 1918 года в селе Верхняя Катуховка Панинского района Воронежской области. Русская.
В 1935—1973 годах работала в родном селе, была звеньевой колхоза «Красный маяк».
За получение высокого урожая ржи на площади 8 га Ситниковой Анастасии Казьминичне Указом Президиума Верховного Совета СССР от 18 января 1948 года присвоено звание Героя Социалистического Труда с вручением ордена Ленина и золотой медали «Серп и Молот».
После выхода на пенсию переехала жить в город Волгоград. Умерла 15 сентября 1995 года. Похоронена в Волгограде.
Награждена орденом Ленина, медалями.